# Ho fatto i soldi facili
Ho fatto i soldi facili è il primo album di Jacopo Ratini, pubblicato nel febbraio 2010.
Si compone di dieci brani, fra i quali Su questa panchina, presentato nella Sezione Giovani del Festival di Sanremo 2010.

## Tracce
Testi e musiche di Jacopo Ratini.
1. Stile anni 60 – 3:03
2. Su questa panchina – 3:13
3. Studiare, lavoro, pensione e poi muoio – 3:08
4. Ti – 3:35
5. Ho fatto i soldi facili – 2:58
6. Non correre – 3:38
7. Dormire la notte – 3:06
8. Chiedimi – 3:12
9. La raccolta differenziata – 3:34
10. Su questa panchina (Acoustic Version) – 3:45

Durata totale: 33:12

## Formazione
- Jacopo Ratini - voce, cori, chitarra acustica
- Alessandro Canini - batteria - basso - percussioni - chitarra elettrica - synth - rhodes - piano
- Angelo Maiozzi - arp Pro dgx (Studiare, lavoro, pensione e poi muoio - La raccolta differenziata)
- Clemente Ferrari - orchestra virtuale (Su questa panchina)
- Davide Aru - chitarra acustica (Studiare, lavoro, pensione e poi muoio - Ti - La raccolta differenziata) - chitarra elettrica (Chiedimi)
- Pier Cortese - chitarra acustica (Ho fatto i soldi facili) - dobro (Non correre)
- Pierpaolo Ranieri - basso (Dormire la notte - Chiedimi)